# اسنابر مکانیکی
اسنابر مکانیکی (به انگلیسی: Mechanical snubber) وسیله ای مکانیکی است که برای محافظت از قطعات در برابر شوک یا نوسان بیش از حد ناشی از اختلالات لرزه ای یا سایر نیروهای گذرا طراحی شده است. در شرایط عملیاتی عادی، اسنابر اجازه حرکت در کشش و فشرده سازی را می دهد. هنگامی که یک رویداد ضربه ای رخ می دهد، اسنابر فعال می شود و به عنوان یک وسیله مهار عمل می کند. دستگاه سفت می شود، انرژی دینامیکی را جذب می کند و آن را به سازه ساپورت منتقل می کند.
تصویر سمت چپ نمای ایزومتریک از یک سبک اسنابر مکانیکی را نشان می دهد. هنگامی که اختلالی رخ می دهد که از آستانه شتاب اسنابر فراتر می‌رود، بال اسکرو و درام تکانه زاویه‌ای نسبت به جرم اینرسی تولید می کنند. مقاومت اینرسی جرم، چرخ لنگر ارتجاعی را درگیر می کند تا اطراف سنبه سخت شده، که بخشی از لوله ساختاری است، سفت شود. این به نوبه خود باعث ایجاد نیروی بازدارنده در برابر چرخش بال اسکرو می شود. در طول عملکرد استاندارد، شتاب مربوطه بسیار کمتر از حد آستانه اسنابر است و فنر چرخ لنگر را فعال نمی کند.

## کاربردها
عوامل ناشی از ضربه فرآیند
- ضربه قوچ
- شیر قطع شده
- پارگی لوله

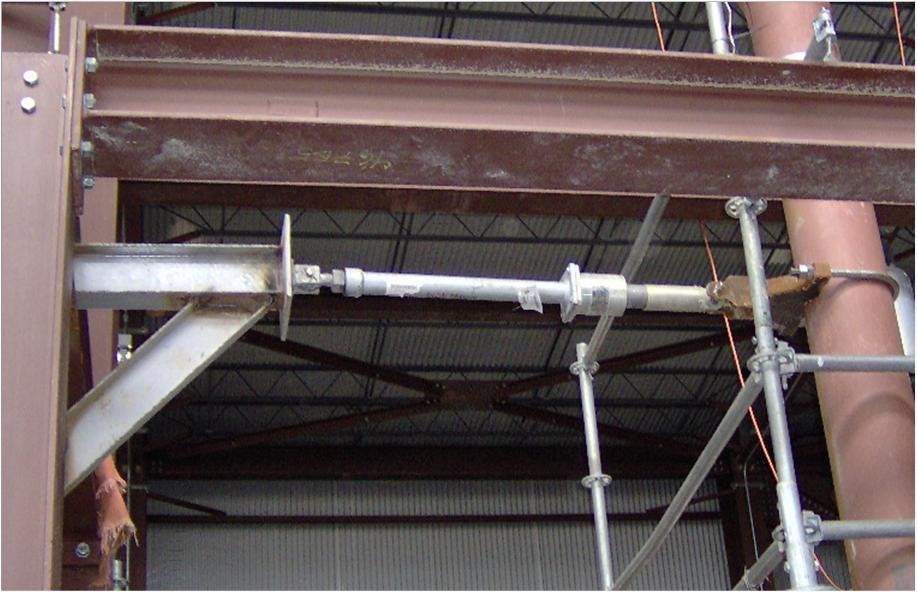
اسنابر مکانیکی در کاربرد - فناوری لوله کشی

- محافظت در برابر حرکت بیش از حد یا تنش بیش از حد با کاهش پاسخ ساختاری

## عوامل ناشی از ضربه خارجی
- رویداد لرزه ای (مانند زلزله)
- خرابی غیرمنتظره تجهیزات مجاور
- بارهای ناشی از باد شدید